# Hapalogenys dampieriensis
Hapalogenys dampieriensis är en fiskart som beskrevs av Iwatsuki och Russell 2006. Hapalogenys dampieriensis ingår i släktet Hapalogenys och familjen Hapalogenyidae. Inga underarter finns listade i Catalogue of Life.